# Ethel Martí Estrada
Ethel Martí Estrada (Tarragona 1943) és una artista catalana. Va estudiar a l'Escola Taller d'Art de Tarragona i posteriorment a l'Escola Massana de Barcelona. Assistí també a l'acadèmia Sanvisens de la mateixa ciutat, a les classes de Teresa Llàcer i també Magda Folch. Rep, per tant, una formació acadèmica dins d'una pintura tradicional. Realitza la seva primera exposició individual l'any 1973 a la Sala d'Exposicions del Sindicat d'Iniciativa de Tarragona. A partir d'aquí enceta la seva trajectòria que la du exposar a Bilbao, Algorta (Biscaia), Santander, Sóller (Mallorca), Eivissa, Galveston (Texas, EUA) i Barcelona. Per motius professionals la família es trasllada als Estats Units i al Canadà, on viu del 1968 a 1972. Durant aquests anys coneix la pintura del pop art, un moviment que l'interessa particularment, i també rep la influència dels primers artistes del grafit. Posteriorment retorna a Espanya i s'instal·la a Eivissa on conviu amb la pintura abstracta.
Cap al 2005, realitza una exposició anomenada “Així les veig”, en la qual dona una visió molt personal de la ciutat de Tarragona. Són molts els artistes que pinten la ciutat. L'artista tria com a tema les escales de la ciutat, vistes amb uns enquadraments i formats particulars. Algunes d'aquestes escales fàcils d'identificar es troben al balcó del Mediterrani, la catedral, el Pretori, etc. El 2007 presenta a la Galeria Odena’s una nova sèrie que té com a tema central la cadira. Al mes de juny del 2009 el Centre d'Art de la Universitat EAFIT de Colòmbia va organitzar l'exposició “La silla: una obra de arte de uso cotidiano”. Al mes de novembre de 2014 presenta a la Galeria Eduard Virgili de Tarragona la mostra “El Caos de los Recuerdos”. El 29 de gener del 2016 va presentar la darrera exposició de caràcter antològic al Tinglado 1 del Moll de Costa del Port de Tarragona, titulada “De l'A a la Z”. És una mostra que comprèn obres entre els anys 1990 i 2015.